# 埃爾金 (蘇格蘭)

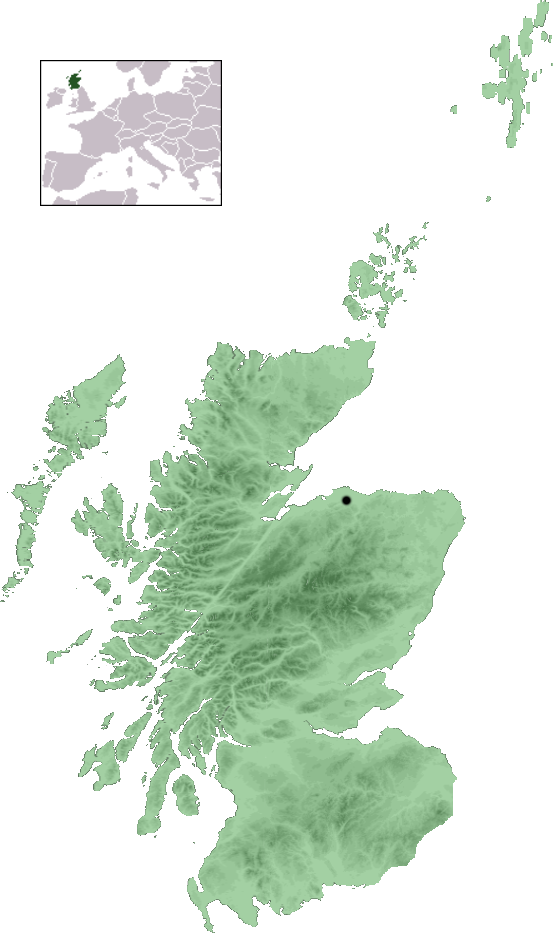
埃爾金在蘇格蘭的位置（黑點）

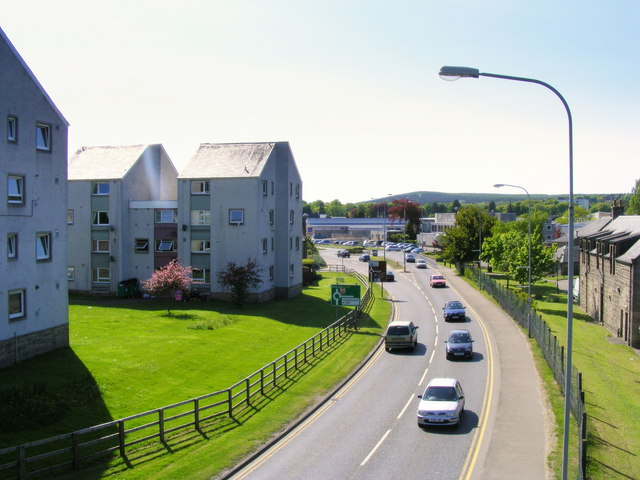
市貌

埃爾金（英語：Elgin）是位於英國蘇格蘭馬里的一座城市，曾擁有城市地位並且曾是一座勅許自治都市。埃爾金是馬里的行政中心和商業中心都市。埃爾金的歷史可以追溯自11世紀。

## 外部連結
- Elgin census data
- Elgin Museum （页面存档备份，存于）
- Official website of Elgin City FC （页面存档备份，存于）
- Moray Council （页面存档备份，存于）
- Moray Leisure Centre （页面存档备份，存于）
- Official website for the Elgin Youth Cafe （页面存档备份，存于）
- Engraving of Elgin in 1693 （页面存档备份，存于） by John Slezer at National Library of Scotland